# Boz Qurd Nəbiağalı
Boz Qurd Nəbiağalı – azerski klub piłkarski, mający siedzibę w mieście Nəbiağalı, w północno-zachodniej części kraju, działający w latach 1990–1993.

## Historia
Chronologia nazw:
- 1990: Kür Səfərəliyev (ros. «Кюр» Сафаралиев)
- 1992: Kür Nəbiağalı
- 1993: Boz Qurd Nəbiağalı
- 1993: klub rozwiązano

Klub sportowy Kür Səfərəliyev został założony w miejscowości Səfərəliyev w 1990 roku i reprezentował Samux Rayon, dlatego klub często nazywano Kür Samux Rayon. Zespół występował w mistrzostwach Azerbejdżańskiej SRR.
Po uzyskaniu niepodległości przez Azerbejdżan w 1992 po zmianie nazwy miejscowości przyjął nazwę Kür Nəbiağalı i debiutował w pierwszej lidze, zwanej Birinci Dəstə. Po zajęciu drugiego miejsca otrzymał awans do Yüksək Liqa, po czym zmienił nazwę na Boz Qurd Nəbiağalı. Debiutowy sezon 1993 w najwyższej lidze zakończył na przedostatniej 9.pozycji w grupie B. Ale przez problemy finansowe zrezygnował z dalszych rozgrywek i został rozwiązany.

## Barwy klubowe, strój
|  |  |  |

Klub ma barwy niebiesko-czerwono-zielone. Strój sportowy jest nieznany.

## Sukcesy

### Trofea międzynarodowe
Nie uczestniczył w rozgrywkach europejskich (stan na 31-05-2019).

### Trofea krajowe
Azerbejdżan
| \| \| Zdobyte trofea w rozgrywkach Azerbejdżanu (stan na: 31-05-2019) \| |                                                                 |      |             |
| Rozgrywki                                                                | Osiągnięcie                                                     | Razy | Sezon(y)    |
| Mistrzostwo                                                              | I miejsce                                                       | 0    |             |
| Mistrzostwo                                                              | II miejsce                                                      | 0    |             |
| Mistrzostwo                                                              | III miejsce                                                     | 0    |             |
| Mistrzostwo                                                              | 9.miejsce                                                       | 1    | 1993 (gr.B) |
| Puchar                                                                   | zdobywca                                                        | 0    |             |
| Puchar                                                                   | finalista                                                       | 0    |             |
| Puchar                                                                   | 1/16 finału                                                     | 1    | 1993        |
| II liga                                                                  | I miejsce                                                       | 0    |             |
| II liga                                                                  | II miejsce                                                      | 1    | 1992        |
| II liga                                                                  | III miejsce                                                     | 0    |             |
| Azerbejdżan                                                              | Zdobyte trofea w rozgrywkach Azerbejdżanu (stan na: 31-05-2019) |      |             |

ZSRR
| \| \| Zdobyte trofea w rozgrywkach Związku Radzieckiego (stan na: 31-12-1992) \| |                                                                         |      |          |
| Rozgrywki                                                                        | Osiągnięcie                                                             | Razy | Sezon(y) |
| Mistrzostwo                                                                      | I miejsce                                                               | 0    |          |
| Mistrzostwo                                                                      | II miejsce                                                              | 0    |          |
| Mistrzostwo                                                                      | III miejsce                                                             | 0    |          |
| Puchar                                                                           | zdobywca                                                                | 0    |          |
| Puchar                                                                           | finalista                                                               | 0    |          |
| II liga                                                                          | I miejsce                                                               | 0    |          |
| II liga                                                                          | II miejsce                                                              | 0    |          |
| II liga                                                                          | III miejsce                                                             | 0    |          |
|                                                                                  | Zdobyte trofea w rozgrywkach Związku Radzieckiego (stan na: 31-12-1992) |      |          |

## Poszczególne sezony

### Rozgrywki międzynarodowe

#### Europejskie puchary
Nie uczestniczył w rozgrywkach europejskich.

### Rozgrywki krajowe
ZSRR
| \| \| Bilans występów klubu w rozgrywkach piłkarskich Związku Radzieckiego (Stan na 31 grudnia 1992 r.) \| |                                                                                                   |        |       |   |   |   |    |    |     |      |        |        |      |
| Poziom | Rozgrywki                                                                                         | Sezony | Mecze | Z | R | P | B+ | B– | Pkt | Lata | Awanse | Spadki | Naj. |
| I | Wysszaja liga                                                                                     | 0      |       |   |   |   |    |    |     |      |        |        |      |
| II | Pierwaja liga                                                                                     | 0      |       |   |   |   |    |    |     |      |        |        |      |
| III | Wtoraja liga                                                                                      | 0      |       |   |   |   |    |    |     |      |        |        |      |
| IV | Wtoraja nizszaja liga                                                                             | 0      |       |   |   |   |    |    |     |      |        |        |      |
| | Puchar ZSRR                                                                                       | 0      |       |   |   |   |    |    |     |      |        |        |      |
| | Bilans występów klubu w rozgrywkach piłkarskich Związku Radzieckiego (Stan na 31 grudnia 1992 r.) |        |       |   |   |   |    |    |     |      |        |        |      |

Azerbejdżan
| \| Azerbejdżan \| Bilans występów klubu w rozgrywkach piłkarskich Azerbejdżanu (Stan na 31 maja 2019 r.) \| \| |                                                                                        |        |       |   |   |   |    |    |     |      |        |        |      |
| Poziom | Rozgrywki                                                                              | Sezony | Mecze | Z | R | P | B+ | B– | Pkt | Lata | Awanse | Spadki | Naj. |
| I | Yüksək Liqa                                                                            | 1      |       |   |   |   |    |    |     | 1993 | 0      | 0      | 9    |
| II | Birinci Dəstə                                                                          | 1      |       |   |   |   |    |    |     | 1992 | 1      | 0      | 2    |
| | Puchar Azerbejdżanu                                                                    | 1      |       |   |   |   |    |    |     | 1993 | 0      | 0      | 1/16 |
| Azerbejdżan | Bilans występów klubu w rozgrywkach piłkarskich Azerbejdżanu (Stan na 31 maja 2019 r.) |        |       |   |   |   |    |    |     |      |        |        |      |

## Struktura klubu

### Stadion
Klub piłkarski rozgrywał swoje mecze domowe na Stadionie Miejskim w Samux (do 2008 Nəbiağalı) o pojemności 2000 widzów.

## Kibice i rywalizacja z innymi klubami

### Derby
- Kəpəz Gəncə